# John Lyon-Dalberg-Acton (3. baron Acton)
John Emerich Henry Lyon-Dalberg-Acton (15 grudnia 1907 – 23 stycznia 1989), brytyjski arystokrata, najstarszy syn Richarda Lyon-Dalberg-Actona, 2. barona Acton, i Dorothy Lyon, córki Thomasa Henry'ego Lyona.
Wykształcenie odebrał w Downside School w Bath, Royal Millitary College w Sandhurst i w Trinity College w Cambridge. Po śmierci ojca w 1924 r. odziedziczył tytuł barona Astor i zasiadł w Izbie Lordów. Osiągnął rangę majora Artylerii Królewskiej w Armii Terytorialnej. Walczył podczas II wojny światowej. W 1945 r. został kawalerem Orderu Imperium Brytyjskiego. Został odznaczony Territorial Decoration. W 1964 r. został kawalerem Orderu Świętego Michała i Świętego Jerzego. Pełnił również funkcję zastępcy Lorda Namiestnika Shropshire.
25 listopada 1931 r. poślubił Daphne Strutt (ur. 5 listopada 1911), córkę Roberta Strutta, 4. barona Rayleigh i lady Mary Clements, córki 4. hrabiego Leitrim. John i Daphne mieli razem pięciu synów i sześć córek:
- Pelline Margot Lyon-Dalberg-Acton (ur. 24 grudnia 1932), żona Laszla de Marffy von Versegha, ma dzieci
- Charlotte Lyon-Dalberg-Acton (6 grudnia 1934 – 1 marca 1935)
- Catherine Lyon-Dalberg-Acton (ur. 30 grudnia 1939), żona Josepha Corbetta, ma dzieci
- Richard Gerald Lyon-Dalberg-Acton (ur. 30 lipca 1941), 4. baron Acton
- John Charles Lyon-Dalberg-Acton (ur. 26 stycznia 1943), profesor teologii dogmatycznej w Westminster Diocesan Seminary
- Robert Peter Lyon-Dalberg-Acton (ur. 23 czerwca 1946), ożenił się z Michele Laigle, ma dzieci
- Jill Mary Joan Lyon-Dalberg-Acton (ur. 15 czerwca 1947), żona Nicholasa Lamperta, ma dzieci
- Edward David Joseph Lyon-Dalberg-Acton (ur. 4 lutego 1949), doktor filozofii, profesor historii nowożytnej na Uniwersytecie Wschodniej Anglii, ożenił się ze Stellą Conroy, ma dzieci
- Peter Hedley Lyon-Dalbeg-Acton (ur. 27 marca 1950), ożenił się z Anne Sinclair, ma dzieci
- Mary Anne Lyon-Dalberg-Acton (ur. 30 marca 1951), żona Timothy'ego Sheehy'ego, ma dzieci
- Jane Lyon-Dalberg-Acton (ur. 25 stycznia 1954), żona Charlesa Pugha i Xana Smileya, ma dzieci